# سونو هیستروگرافی
سونوگرافی زنان یا سونوگرافی زنان و زایمان به کاربرد سونوگرافی پزشکی برای اندام‌های لگنی زنان (به ویژه رحم، تخمدان‌ها و لوله‌های فالوپ) و همچنین مثانه، آدنکس رحم و کیسه رکتوم رحمی اشاره دارد. این روش ممکن است برای بررسی‌های دیگر مرتبط پزشکی در لگن استفاده شود. این تکنیک برای تشخیص میوم یا ناهنجاری‌های مولری مفید است.

## مسیرها

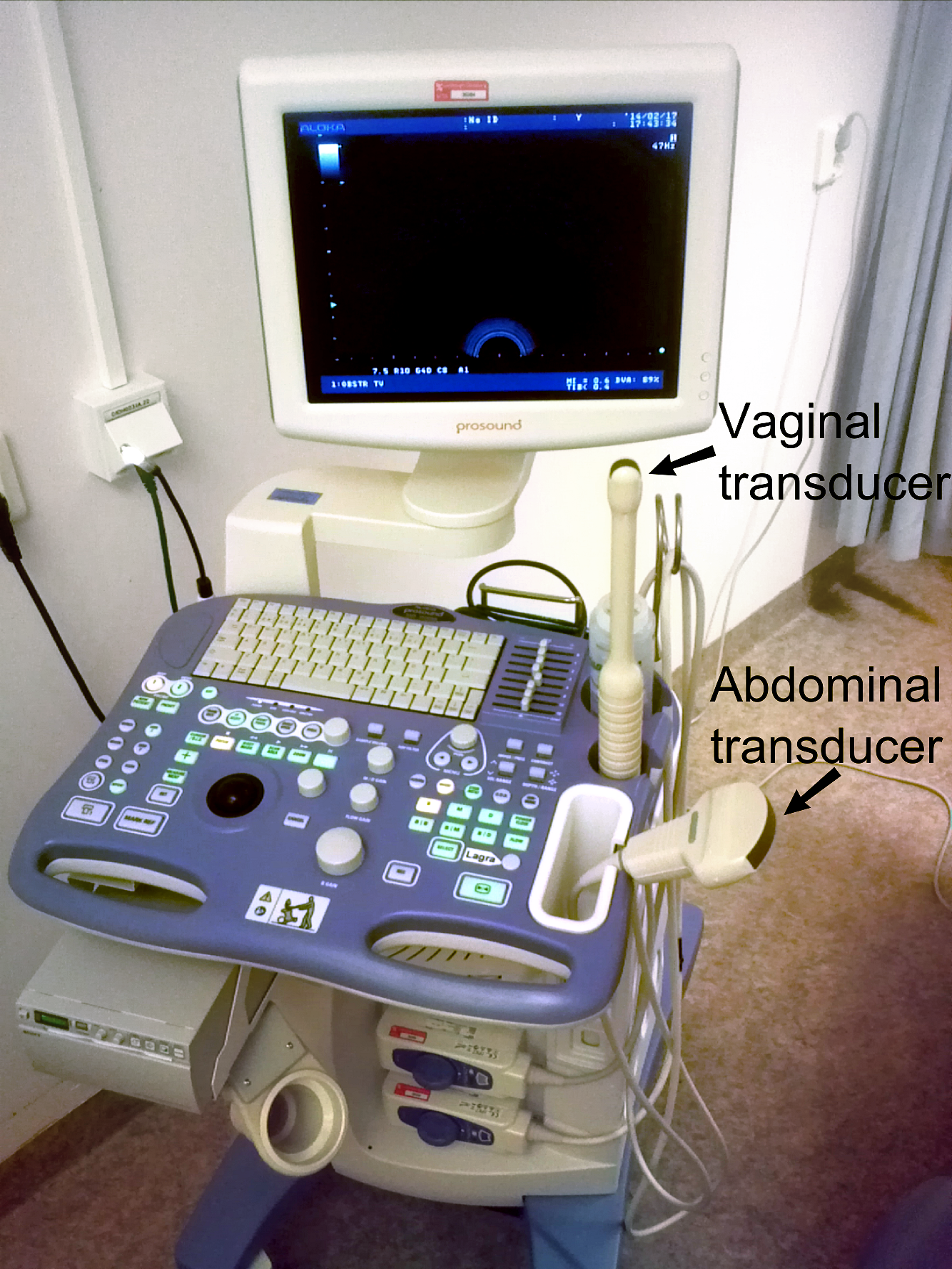
دستگاه سونوگرافی واژینال و سونوگرافی شکم.

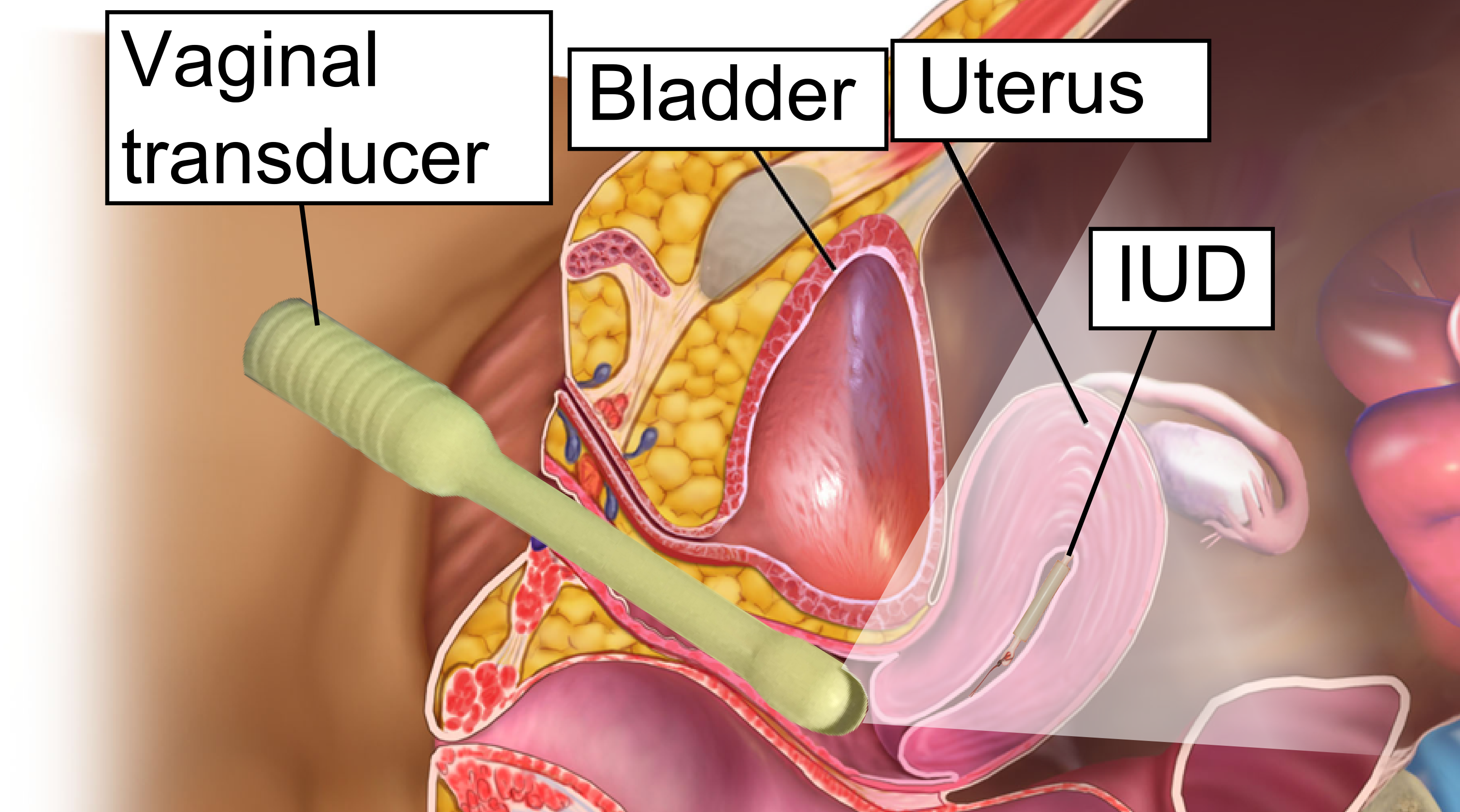
سونوگرافی ترانس واژینال برای بررسی محل آی‌یودی (IUD).

معاینه را با سونوگرافی ترانس شکمی، باید با مثانه پر که به عنوان یک پنجره صوتی برای دستیابی به تصویر بهتر از اندام‌های لگن عمل می‌کند انجام شود، یا با سونوگرافی ترانس واژینال که یک مبدل مخصوص برای بررسی واژینال است انجام می‌شود. تصویربرداری ترانس واژینال از فرکانس بالاتر استفاده می‌کند که وضوح بهتری از تخمدان‌ها، رحم و آندومتر می‌دهد (لوله‌های فالوپ معمولاً دیده نمی‌شوند مگر اینکه متسع شده باشند)، و وابسته به عمق نفوذ تصویر است، شایان ذکر است با این روش ضایعات بزرگ‌تر داخل شکم بهتر دیده می‌شوند. داشتن مثانه پر برای معاینه بخش ترانس شکمی مفید است زیرا صدا با تضعیف کمتری از مایع عبور می‌کند در نتیجه رحم، و تخمدان‌هایی را که در خلف مثانه قرار دارند بهتر نشان می‌دهد. این روش زمانی که به صورت ترانس واژینال انجام شود، طبق تعریف تهاجمی است. اسکن‌ها توسط متخصصین مراقبت‌های بهداشتی به نام سونوگرافیست یا متخصص زنان آموزش دیده در سونوگرافی انجام می‌شود.

## برنامه‌های کاربردی
سونوگرافی زنان به‌طور گسترده در موارد زیر مورد استفاده قرار می‌گیرد:
- ارزیابی اندام‌های لگنی،
- تشخیص آپاندیسیت حاد[۱]
- تشخیص و مدیریت مشکلات زنانه از جمله اندومتریوز، لیومیوم، آدنومیوز، کیست تخمدان و ضایعات مربوط به آن.
- شناسایی توده‌های آدنکس، از جمله حاملگی خارج از رحم،
- تشخیص سرطان زنان
- درمان‌های ناباروری برای پیگیری پاسخ فولیکول‌های تخمدان به داروهای باروری (به عنوان مثال متوازن). با این حال، اغلب حجم واقعی تخمدان را دست کم می‌گیرد.[۲]

از طریق سونوگرافی ترانس واژینال می‌توان کیست‌های تخمدان را آسپیره کرد. این تکنیک همچنین در دست آوردن تخمک از طریق واژینال برای استخراج تخمک‌های انسانی (اووسیت) از طریق سوراخ کردن ترانس واژینال هدایت شده توسط سونوگرافی فولیکول‌های تخمدان در لقاح مصنوعی استفاده می‌شود.
سونوگرافی زنان گاهی برای غربالگری سرطان تخمدان در زنانی که در معرض خطر ابتلا به این سرطان نیستند مورد استفاده قرار می‌گیرد. اتفاق نظر وجود دارد که زنان با خطر متوسط سرطان تخمدان نباید با این روش از نظر سرطان غربالگری شوند.

## سونو هیستروگرافی

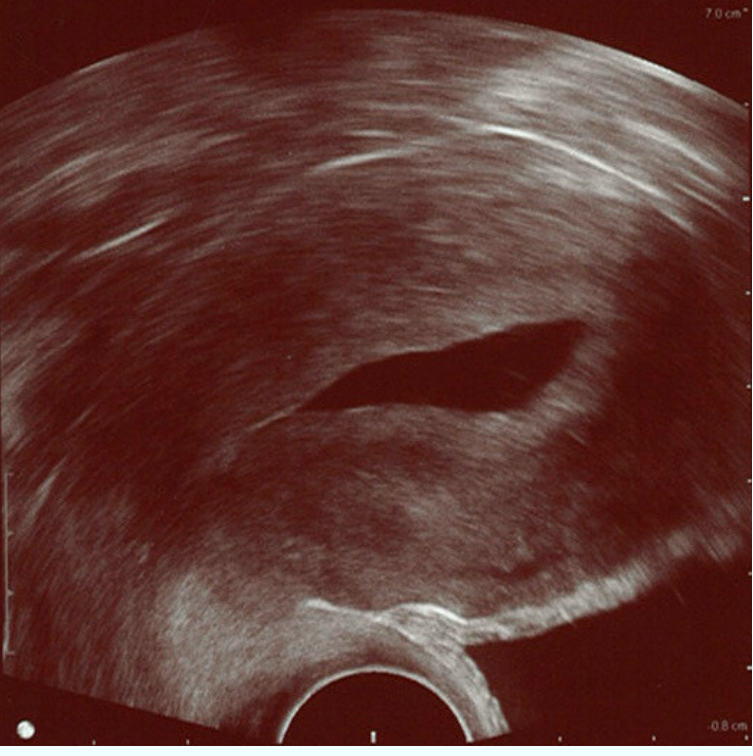
سونو هیستروگرافی. محلول نمکی استریل که در حفره رحم تزریق می‌شود، بی‌پژواک است (در وسط تصویر به صورت تیره نشان داده می‌شود). آندومتر طبیعی را به صورت نواری پراکویید (روشن‌تر) در اطراف حفره نشان می‌دهد، در این مورد بدون هیچ گونه تغییر کانونی.

سونوهیستروگرافی یک روش تخصصی است که به وسیله آن مایعی، معمولاً سالین استریل (که پیشتر به آن سونوگرافی انفوزیون نمک یا SIS نامیده می‌شود)، به داخل حفره رحم تزریق می‌شود و همزمان سونوگرافی زنان انجام می‌شود. یک بررسی در سال ۲۰۱۵ به این نتیجه رسید که SIS در تشخیص ناهنجاری‌های داخل رحمی در زنان نابارور بسیار حساس است که با هیستروسکوپی قابل مقایسه است. SIS تست بسیار حساس و اختصاصی در تشخیص پولیپ رحم، فیبروم‌های زیر مخاطی رحم، ناهنجاری‌های رحمی و چسبندگی‌های داخل رحمی (به عنوان بخشی از سندرم آشرمن) است و می‌تواند به عنوان یک ابزار غربالگری برای زنان نابارور قبل از درمان IVF استفاده شود.

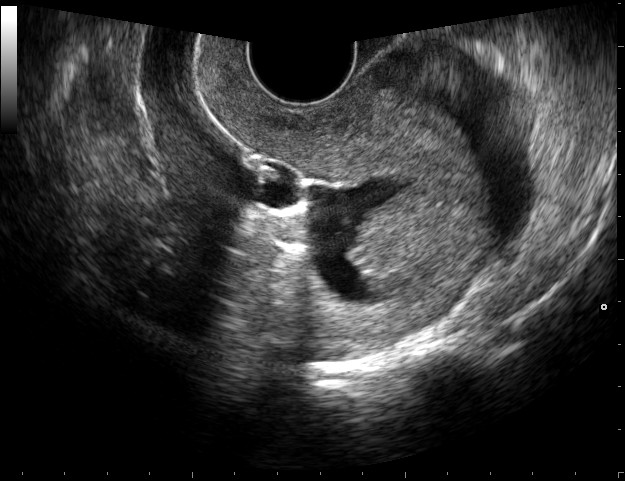
سونو هیستروگرافی با استفاده از کاتتر بالون (در وسط تصویر مشاهده می‌شود.

- ژینوگرافی
- Gynoroentgenology
- سونوگرافی زنان و زایمان
- سونوسالپنگوگرافی
- سونوگرافی واژینال